# Приёмник воздушного давления

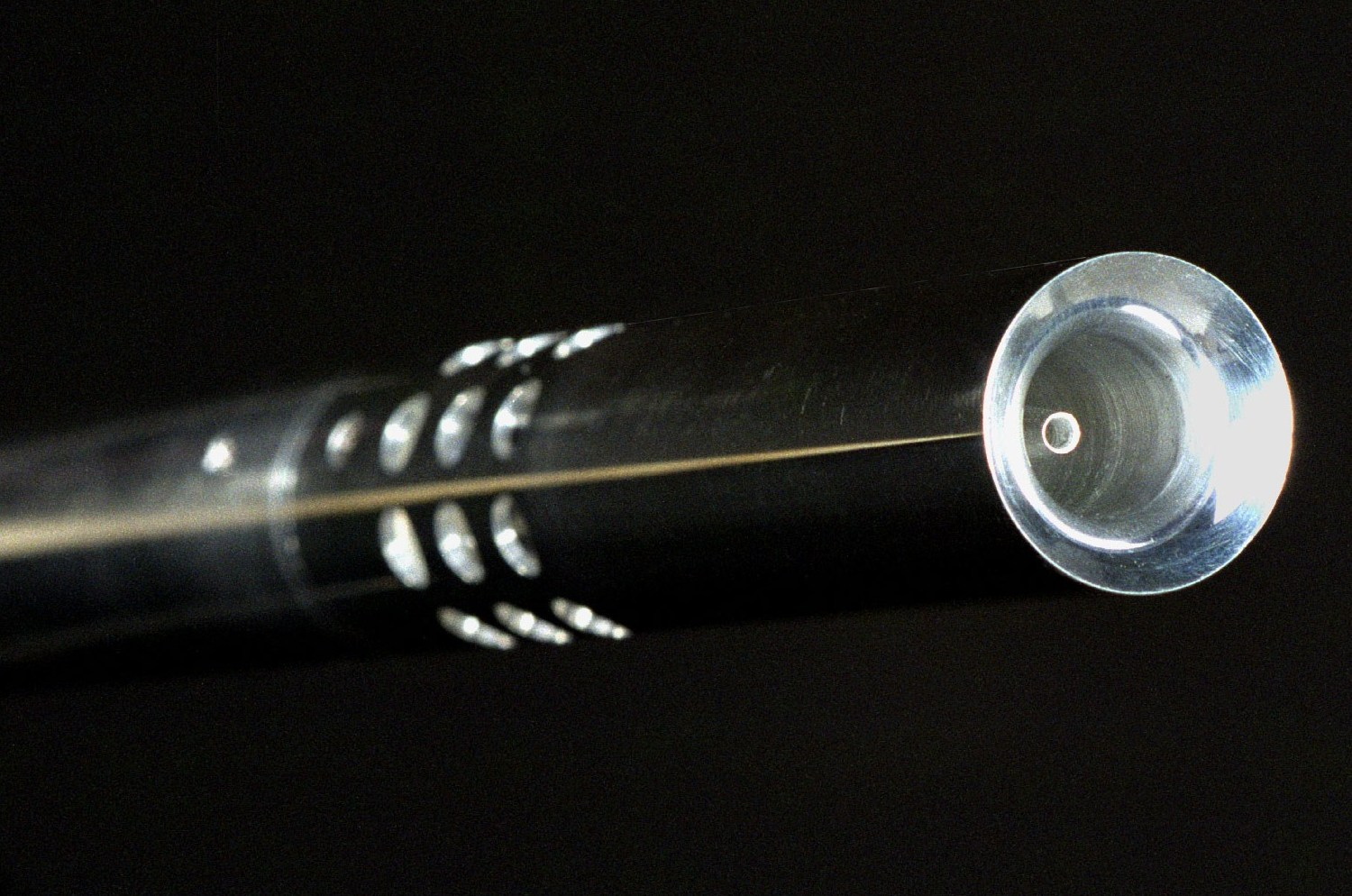
Приёмник воздушного давления самолёта Rockwell-MBB X-31

Приёмники воздушного давления на флюгерных датчиках угла атаки истребителя Dassault Rafale

Приёмники воздушного давления истребителя Dassault Rafale

Приёмник возду́шного давле́ния (ПВД) летательного аппарата — устройство отбора сигналов атмосферного давления для подачи их в системы статического и динамического давления, а также на ряд электрических датчиков систем отображения полётной информации, в автоматику двигателей и целый ряд других систем самолёта (потребителей). Применяется как первичная часть бортовой системы воздушных сигналов (СВС) для вычисления приборной и воздушной скорости, истинной воздушной скорости, вертикальной скорости и барометрической высоты на самолётах, вертолётах и пр. Существуют приёмники полного давления (ППД), статического давления и комбинированные приёмники. Часто ПВД оснащаются устройствами электроподогрева, для предотвращения обледенения и закупоривания в СВС, с этой же целью во время стоянки самолёта его ПВД закрываются заглушками. Также заглушки закрывают отверстия ПВД от попадания в них насекомых, которые способны проникнуть во внутреннюю полость и привести к катастрофе воздушного судна.
- Приёмник статических давлений представляет планку (плиту) с отверстиями, расположенную на обшивке борта самолёта в обусловленном месте.
- Приёмник динамического давления измеряет давление набегающего потока и представляет собой штырь, выступающий вперёд.
- Комбинированный приёмник представляет аэродинамический зонд в виде пневмометрической трубки, предназначенный для съёма полного и статического давления набегающего потока воздуха. Конструкция обычно основана на трубке Прандтля[1] с добавлением системы подогрева во избежание обледенения.
- Датчик заторможенного потока — измеряет давление  потока набегающего воздуха, при условии его торможения.

## Недостатки ПВД
При низкой температуре на больших высотах повышается вероятность обледенения устройства. Закупоренные льдом входы анероидно-мембранных приборов не позволяют правильно измерять воздушную скорость.
Чтобы избежать закупоривания трубок Пито, приёмники воздушного давления оснащены достаточно мощной противообледенительной системой обогрева с предполётным или постоянным полётным контролем исправности. Для предполётного контроля зачастую используется сигнальная лампа, которая в положении «Контроль» переключателя обогрева включается последовательно с нагревательным элементом и светится, если элемент цел. Включение обогрева ПВД перед взлётом строго регламентировано по времени, так как на земле элемент от перегрева может сгореть, а недостаточно прогретый ПВД может обледенеть после взлёта.
Сразу после полёта все отверстия статики и приёмники давления закрываются заглушками ярко красного (оранжевого) цвета, которыми они закрыты всё время нахождения летательного аппарата на земле; это делается для предотвращения попадания в отверстия (закупорки) посторонних частиц, пыли, снега, насекомых и т. п. Исключения делаются только при техническом обслуживании или предполётной подготовке, непосредственно связанной с системами воздушных сигналов.
Неправильная работа или неисправность приёмников давления приводят к неправильным показаниям приборов в кабине экипажа, ненормальной работе автоматических систем управления полётом и автоматики двигателей, что может привести к развитию аварийной ситуации вплоть до катастрофы.